# ایلی دویل
ایلی دویل (انگلیسی: Eilidh Doyle؛ زادهٔ ۲۰ فوریهٔ ۱۹۸۷) ورزشکار دو و میدانی اهل بریتانیا است.
وی در مسابقات کشوری و بین‌المللی در مجموع برندهٔ ۳ مدال طلا، ۱۰ مدال نقره، ۶ مدال برنز شده‌است.